# Jan Terri
Jan Terri, artiestennaam van Janice Spagnolia (Chicago, 17 juni 1959), is een Amerikaans zangeres die bekend werd dankzij haar zelfgemaakte muziekvideo's. Hoewel haar carrière flopte, werden de clips zeer populair via YouTube.

## Biografie
Terri groeide op in haar geboortestad Chicago. Daar trad ze op in country- en karaoke-kroegen. Haar debuutalbum Baby Blues verscheen in 1993. AllMusic gaf het album drie van vijf sterren. Ze bracht haar muziek zelf onder de aandacht van A&R-vertegenwoordigers. Een van de promo-pakketten die ze uitdeelde, belandde bij shockrocker Marilyn Manson. Hij was onder de indruk van haar werk en liet haar een van zijn shows openen in 1998.
In 2000 volgde High Risk. Terri onderbrak haar carrière om voor haar zieke moeder te zorgen. Dankzij YouTube, dat opgericht werd in 2005, bereikten haar oorspronkelijk in eigen beheer op VHS uitgebrachte videoclips ondertussen een groter publiek. In 2008 overleed haar moeder.
Pas in 2012 bracht Terri haar derde album Wild One uit. Twee jaar later verscheen Holiday Songs.

## Discografie
- Baby Blues, 1993
- High Risk, 2000
- Wild One, 2012
- Holiday Songs, 2014